# Crosville-sur-Scie
Crosville-sur-Scie är en kommun i departementet Seine-Maritime i regionen Normandie i norra Frankrike. Kommunen ligger i kantonen Longueville-sur-Scie som tillhör arrondissementet Dieppe. År 2022 hade Crosville-sur-Scie 233 invånare.

## Befolkningsutveckling
Antalet invånare i kommunen Crosville-sur-Scie
| Referens: INSEE |